# Plagiosiphon emarginatus
Plagiosiphon emarginatus är en ärtväxtart som först beskrevs av John Hutchinson och John McEwan Dalziel, och fick sitt nu gällande namn av J.Leonard. Plagiosiphon emarginatus ingår i släktet Plagiosiphon och familjen ärtväxter. Inga underarter finns listade i Catalogue of Life.